# Gong Lijiao
Gong Lijiao (chiń. 巩立姣; pinyin Gǒng Lìjiāo; ur. 24 stycznia 1989 w Luquan) – chińska kulomiotka.

## Kariera sportowa
W swoim międzynarodowym debiucie na Mistrzostwach świata w lekkoatletyce (Osaka 2007) zajęła 7. miejsce. Jeszcze lepiej spisała się na Igrzyskach Olimpijskich w Pekinie (2008), gdzie w konkursie zajęła 5. miejsce, a w wyniku późniejszych dyskwalifikacji rywalek, przyznany jej został brązowy medal. Życiowe sukcesy odniosła podczas rozegranych rok później w Berlinie mistrzostw świata, kiedy to sięgnęła po brąz tej imprezy oraz podczas igrzysk olimpijskich w 2012 roku, gdzie również zdobyła brązowy medal (po dyskwalifikacji za doping zwyciężczyni konkursu – Białorusinki Astapczuk). Trzecia zawodniczka pucharu interkontynentalnego (Split 2010). Złota medalistka mistrzostw Azji (Guangdong 2009) oraz srebrna igrzysk azjatyckich (Kanton 2010).
W 2013 roku podczas mistrzostw świata w Moskwie powtórzyła osiągnięcie sprzed czterech lat z Berlina zdobywając brązowy medal, a dwa lata później, podczas mistrzostw w Pekinie, wywalczyła srebro.
Podczas igrzysk olimpijskich w Tokio została mistrzynią olimpijską.

## Rezultaty
| Rok  | Impreza                   | Miejsce        | Pozycja    | Wynik |
| ---- | ------------------------- | -------------- | ---------- | ----- |
| 2007 | Mistrzostwa świata        | Osaka          | 6. miejsce | 18,66 |
| 2008 | Halowe mistrzostwa Azji   | Doha           | 1. miejsce | 18,12 |
| 2008 | Igrzyska olimpijskie      | Pekin          | 3. miejsce | 19,20 |
| 2009 | Mistrzostwa świata        | Berlin         | 3. miejsce | 19,89 |
| 2009 | Mistrzostwa Azji          | Guangdong      | 1. miejsce | 19,04 |
| 2010 | Halowe mistrzostwa świata | Doha           | 6. miejsce | 18,64 |
| 2010 | Puchar interkontynentalny | Split          | 2. miejsce | 20,13 |
| 2010 | Igrzyska azjatyckie       | Kanton         | 2. miejsce | 19,67 |
| 2011 | Mistrzostwa świata        | Daegu          | 3. miejsce | 19,97 |
| 2012 | Igrzyska olimpijskie      | Londyn         | 2. miejsce | 20,22 |
| 2013 | Mistrzostwa świata        | Moskwa         | 3. miejsce | 19,95 |
| 2014 | Halowe mistrzostwa świata | Sopot          | 3. miejsce | 19,24 |
| 2014 | Puchar interkontynentalny | Marrakesz      | 3. miejsce | 19,23 |
| 2014 | Igrzyska azjatyckie       | Inczon         | 1. miejsce | 19,06 |
| 2015 | Mistrzostwa świata        | Pekin          | 2. miejsce | 20,30 |
| 2016 | Igrzyska olimpijskie      | Rio de Janeiro | 4. miejsce | 19,39 |
| 2017 | Mistrzostwa świata        | Londyn         | 1. miejsce | 19,94 |
| 2018 | Halowe mistrzostwa świata | Birmingham     | 3. miejsce | 19,08 |
| 2018 | Athletics World Cup       | Londyn         | 1. miejsce | 19,90 |
| 2018 | Igrzyska azjatyckie       | Dżakarta       | 1. miejsce | 19,66 |
| 2018 | Puchar interkontynentalny | Ostrawa        | 1. miejsce | 19,63 |
| 2019 | Mistrzostwa Azji          | Doha           | 1. miejsce | 19,18 |
| 2019 | Mistrzostwa świata        | Doha           | 1. miejsce | 19,55 |
| 2021 | Igrzyska olimpijskie      | Tokio          | 1. miejsce | 20,58 |
| 2022 | Mistrzostwa świata        | Eugene         | 2. miejsce | 20,39 |
| 2023 | Mistrzostwa świata        | Budapeszt      | 3. miejsce | 19,69 |
| 2023 | Igrzyska azjatyckie       | Hangzhou       | 1. miejsce | 19,58 |
| 2024 | Igrzyska olimpijskie      | Paryż          | 5. miejsce | 19,27 |
| 2025 | Halowe mistrzostwa świata | Nankin         | 5. miejsce | 18,84 |

## Rekordy życiowe
- pchnięcie kulą – 20,58 (2021)
- pchnięcie kulą (hala) – 19,93 (2011)